# پایگاه داده مکانی
پایگاه داده مکانی یا فضایی (انگلیسی: Spatial database) و یا پایگاه داده جغرافیایی(Geodatabase) نوعی پایگاه داده است که به‌منظور دخیره‌سازی و جستجو در داده‌های دارای اطلاعات موقعیت مکانی و جغرافیایی و فضای هندسی بهینه‌سازی شده است. بیشتر پایگاه‌های داده‌های جغرافیایی و فضایی قادر به نمایش موضوعات ساده هندسی مانند نقطه، خط و چندضلعی هستند. برخی پایگاه‌های داده‌های فضایی دیگر می‌توانند ساختارهای پیچیده‌تری مانند پدیده‌های سه‌بعدی، پوشش‌های توپولوژی، شبکه‌های خطی و شبکه‌های نامنظم مثلثی را مدیریت کنند.